# María José Sáez Carrasco
María José Sáez Carrasco (Madrid; 18 de marzo de 1965) es una periodista española. Es conocida por haber dado la primicia informativa en 1988 de la liberación del empresario Emiliano Revilla, tras 249 días de secuestro en manos de ETA, y por haber obtenido el Premio Ortega y Gasset de Periodismo en 1989.
Trabaja en A3

## Biografía
Es licenciada en periodismo por la Universidad Complutense de Madrid. Trabajó en la Agencia EFE y en Radio España, hasta que obtuvo la primicia de encontrar al empresario soriano Emiliano Revilla la noche de la liberación de su secuestro, gracias a lo que consiguió el Premio de Periodismo Ortega y Gasset, del Grupo Prisa, en su sexta edición. Tras pasar por TVE con Jesús Hermida, en A mi manera, se incorporó a Tele 5 en 1990, donde trabaja desde entonces. Ha presentado galas, programas magacines, informativos, dos años consecutivos las Campanadas de Nochevieja y tiene una larga trayectoria profesional en su haber.
En la actualidad continúa desarrollando su labor en Informativos Telecinco en horario nocturno y de madrugada. Desde 2015, es la editora y presentadora de las ediciones especiales que interrumpen la programación en ese horario con motivo de noticias de alcance como atentados.
En el año 2016 participa en una película documental de Luis María Ferrandez titulada 249. La noche en que una becaria encontró a Emiliano Revilla.